# Severen tsentralen
Severen tsentralen est une région de planification de Bulgarie. Sa capitale est Roussé. La région comprend cinq oblasts : Roussé, Veliko Tarnovo, Gabrovo, Targovichté et Razgrad.
La région est surtout habitée par les Bulgares, les Turcs et les Roms. Les villes les plus peuplées de la région sont : Roussé (175 000 habitants), Gabrovo (67 000) et Veliko Tarnovo (100 000, en comptant l'arrière-pays).
Severen tsentralen est une des régions les moins développées de l'Union européenne. Son principal centre économique est Roussé, le plus grand port fluvial de Bulgarie.
La région est une région NUTS de l'Union européenne de second niveau.

## Compléments
- Listes des régions NUTS de l'Union européenne
- Liste des régions NUTS de Bulgarie

## Sources
- (en) Cet article est partiellement ou en totalité issu de l’article de Wikipédia en anglais intitulé « Severen tsentralen » (voir la liste des auteurs).